# Sis dies de Fiorenzuola d'Arda
Els Sis dies de Fiorenzuola d'Arda, coneguts també com a Sis dies de la Rosa és una cursa de ciclisme en pista, de la modalitat de sis dies, que es corre al velòdrom Attilio Pavesi de Fiorenzuola d'Arda (Emília-Romanya). La seva primera edició data del 1998, es disputa regularment cada any al mes de juliol. Franco Marvulli, amb cinc victòries, és el ciclista que més vegades l'ha guanyat.

## Cursa masculina
| Any  | Primers                               | Segons                                 | Tercers                               |
| ---- | ------------------------------------- | -------------------------------------- | ------------------------------------- |
| 1998 | Giovanni Lombardi · Bruno Risi        | Adriano Baffi · Marco Villa            | Gerd Dörich · Carsten Wolf            |
| 1999 | Mario Cipollini · Andrea Collinelli   | Kurt Betschart · Bruno Risi            | Giovanni Lombardi · Silvio Martinello |
| 2000 | Silvio Martinello · Andrea Collinelli | Ivan Quaranta · Marco Villa            | Kurt Betschart · Bruno Risi           |
| 2001 | Ivan Quaranta · Marco Villa           | Stefan Steinweg · Erik Weispfennig     | Giovanni Lombardi · Scott McGrory     |
| 2002 | Matthew Gilmore · Scott McGrory       | Giovanni Lombardi · Bruno Risi         | Ivan Quaranta · Marco Villa           |
| 2003 | Juan Curuchet · Giovanni Lombardi     | Matthew Gilmore · Scott McGrory        | Devid Garbelli · Marco Villa          |
| 2004 | Samuele Marzoli · Giovanni Lombardi   | Iljo Keisse · Franco Marvulli          | Ivan Quaranta · Marco Villa           |
| 2005 | Matthew Gilmore · Iljo Keisse         | Samuele Marzoli · Marco Villa          | Juan Curuchet · Walter Pérez          |
| 2006 | Marco Villa · Franco Marvulli         | Marc Hester Hansen · Samuele Marzoli   | Sebastián Donadío · Mauro Richeze     |
| 2007 | Bruno Risi · Franco Marvulli          | Juan Curuchet · Walter Pérez           | Joan Llaneras · Marco Villa           |
| 2008 | Bruno Risi · Franco Marvulli          | Kenny De Ketele · Iljo Keisse          | Robert Slippens · Danny Stam          |
| 2009 | Alexander Aeschbach · Franco Marvulli | Jacopo Guarnieri · Bruno Risi          | Alois Kankovsky · Petr Lazar          |
| 2010 | Alex Rasmussen · Michael Mørkøv       | Walter Pérez · Franco Marvulli         | Jacopo Guarnieri · Danny Stam         |
| 2011 | Jacopo Guarnieri · Elia Viviani       | Leif Lampater · Franco Marvulli        | Martin Blaha · Jiri Hochmann          |
| 2012 | Tristan Marguet · Franco Marvulli     | Milan Kadlec · Alois Kankovsky         | Vojtech Hacecky · Jiri Hochmann       |
| 2013 | Shane Archbold · Dylan Kennett        | Ivan Kovalev · Evgeny Kovalev          | Tristan Marguet · Loïc Perizzolo      |
| 2014 | Alex Buttazzoni · Marco Coledan       | Olivier Beer · Tristan Marguet         | Ivan Kovalev · Nikolay Zhurkin        |
| 2015 | Alex Buttazzoni · Elia Viviani        | Michele Scartezzini · Francesco Lamon  | Jan Dostal · Ondrej Vendolský         |
| 2016 | Michele Scartezzini · Elia Viviani    | Morgan Kneisky · Benjamin Thomas       | Tristan Marguet · Gaël Suter          |
| 2017 | Morgan Kneisky · Benjamin Thomas      | Tristan Marguet · Thery Schir          | Ludek Lichnovsky · Christos Volikakis |
| 2018 | Liam Bertazzo · Francesco Lamon       | Tristan Marguet · Théry Schir          | Yauheni Akhramenka · Raman Tsishkou   |
| 2019 | Davide Plebani · Michele Scartezzini  | Chrístos Volikákis · Zafíris Volikákis | Vitaliy Hryniv · Roman Gladysh        |
| 2020 | Davide Plebani · Stefano Moro         | Francesco Lamon · Michele Scartezzini  | Jan-Willem van Schip · Yoeri Havik    |
| 2021 | Benjamin Thomas · Donavan Grondin     | Elia Viviani · Simone Consonni         | Tristan Marguet · Théry Schir         |
| 2022 | Filippo Ganna · Michele Scartezzini   | Mateusz Rudyk · Daniel Staniszewski    | Matteo Donegà · Stefano Moro          |

### Cursa femenina
| Any  | Primers                               | Segons                           | Tercers                               |
| ---- | ------------------------------------- | -------------------------------- | ------------------------------------- |
| 2021 | Clara Copponi · Marie Le Net          | Victoire Berteau · Marion Borras | Rachele Barbieri · Vittoria Guazzini  |
| 2022 | Martina Fidanza · Letizia Paternoster | Daria Pikulik · Wiktoria Pikulik | Lea Lin Teutenberg · Nikola Wielowska |